# Luiz Otávio da Silva Santos
Luiz Otávio da Silva Santos (Japerí, Brasil; 9 de octubre de 1992) es un futbolista brasileño que juega como defensor en el E. C. Bahia del Brasileirão.

## Trayectoria
Nació en una infancia pobre en la ciudad de Japeri, en el Río de Janeiro. Tuvo que trabajar en un vertedero para sobrevivir a la pobreza y el abandono, mucho antes de empezar a jugar al fútbol. Luiz Otávio comenzó su carrera en las categorías base del Fluminense, pero fue dado de baja después de apenas tres meses en el club. En 2010, a los 17 años, se unió al Ferroviário, pero nunca jugó para el club.

### Bangu
Luiz Otávio más tarde representó al São Cristóvão y al Bangu en las categorías de base, inicialmente jugando como delantero. El 22 de septiembre de 2012 debutó en Bangu como suplente y marcó el empate para Bangu en el 1 a 1 de la Copa Rio 2012 fuera de casa ante el Boavista.

### Bonsucesso
De nuevo en la posición de defensa, posteriormente fue cedido a Bonsucesso el 26 de julio de 2013, logrando el vicecampeonato de la Série B del Campeonato Carioca de 2013.